# Sebastiania pachyphylla
Sebastiania pachyphylla är en törelväxtart som beskrevs av Ferdinand Albin Pax och Käthe Hoffmann. Sebastiania pachyphylla ingår i släktet Sebastiania och familjen törelväxter.
Artens utbredningsområde är Paraguay. Inga underarter finns listade i Catalogue of Life.